# Желєзняков (монітор)
50°28′26″ пн. ш. 30°31′32″ сх. д. / 50.47389° пн. ш. 30.52556° сх. д.
«Железняко́в» — річковий монітор проєкту СБ-37 (тип «Железняков», також тип «Лєвачов»), броненосний артилерійський корабель прибережної дії ВМФ СРСР. Брав участь у Другій світовій війні. З 1967 року відновлений як корабель-меморіал, встановлений на Рибальському острові в Києві.

## Особливості проєкту
«Железняков» — головний із серії з шести річкових моніторів, побудованих у 1934—1937 роках на заводі «Ленінська кузня» в Києві для Дніпровської військової флотилії. Проєкт СБ-37 був розроблений конструкторським судно-механічним бюро заводу на чолі з Олександром Байбаковим і Михайлом Бойком.

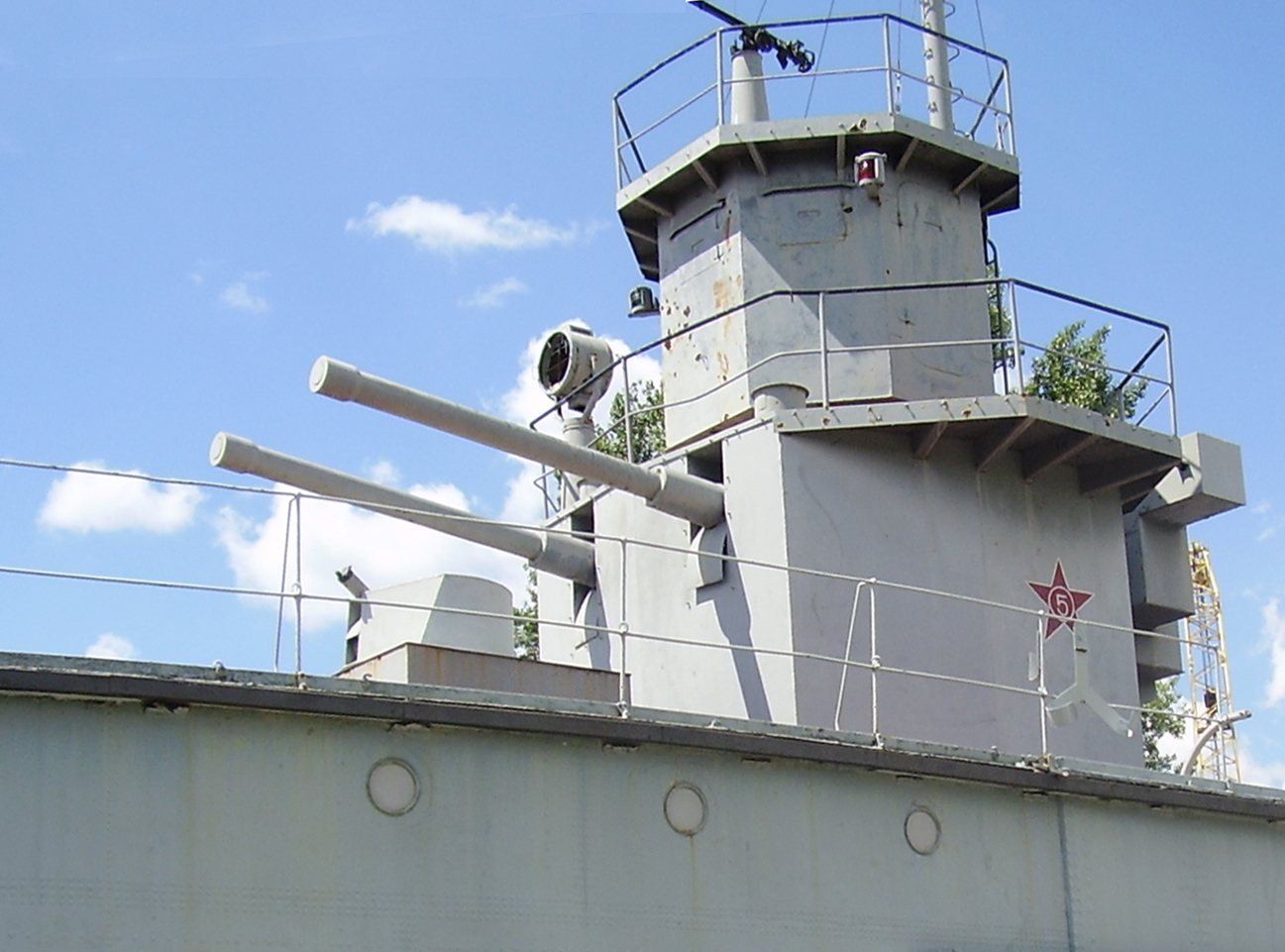
Башта головного калібру з бойовою рубкою і сигнальним містком
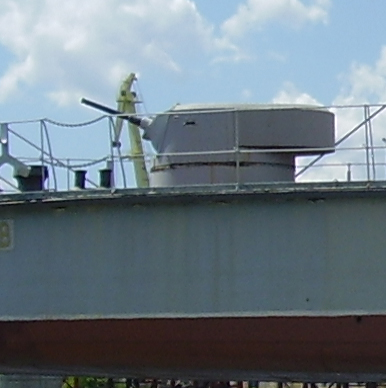
Носова 45-мм баштова установка 41К
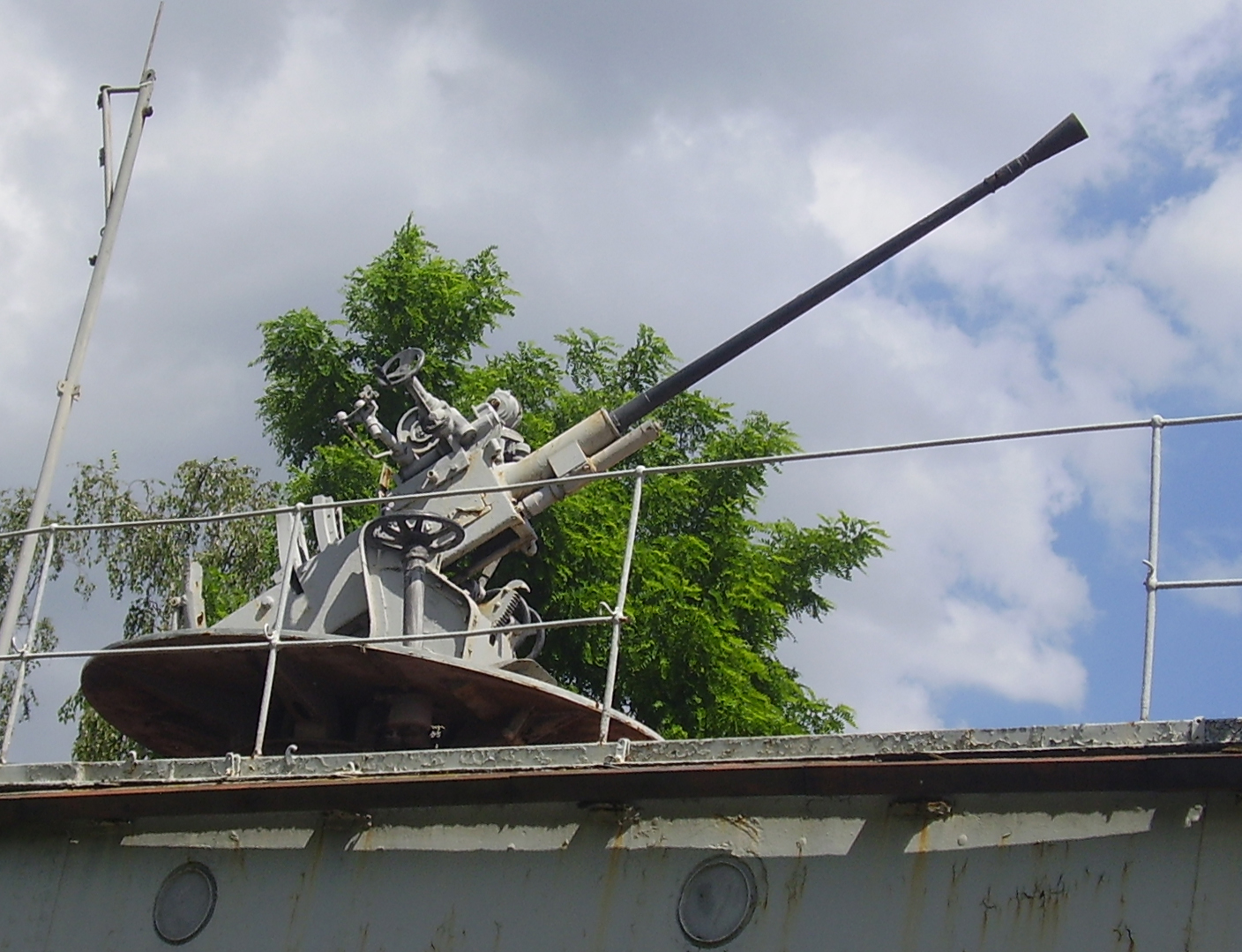
Кормова 37-мм зенітна артустановка 70К

## Історія корабля
Кораблі проєкту СБ-37 отримали імена російських моряків-учасників громадянської війни. «Железняков» названий іменем російського анархіста і заколотника Анатолія Железнякова. Головним будівником корабля був М. О. Смирнов.
«Железняков» був закладений на київській судноверфі «Ленінська кузня» 25 листопада 1934 року. Спущений на воду 25 листопада 1935 року. Увійшов до бойового складу флоту 27 жовтня 1936 року. Військово-морський прапор піднятий 6 листопада 1936 року. Включений до складу Дніпровської військової флотилії. 1940 року переданий до Дунайської військової флотилії.
22 червня 1941 року, у перший же день німецького вторгнення, патрулюючи державний кордон на Дунаї, монітор потрапив під артилерійський обстріл противника. О 4.15 22 червня «Железняков» здійснив перший гарматний залп по противнику, обстрілявши ворожий корабель. Під час першого бою, що тривав майже весь день, артилерією монітора була знищена одна артилерійська батарея і збитий ворожий літак.
Монітор «Железняков» відзначився тим, що до осені 1941 року з шести моніторів Дунайської флотилії уцілів лише він один, інші п'ять кораблів були підірвані власними командами. У перші дні війни корабель підтримував вогнем дії військ уздовж Дунаю. Разом з групою кораблів монітор опинився в тилу противника, однак, незважаючи на всі перешкоди, «Железнякову» вдалося вирватися і вийти у відкрите море: 9 липня прорвався в Ізмаїл, 19 липня — у гирло Дунаю і 20 липня прибув до Одеси. У серпні 1941 року брав участь у обороні Миколаєва, Херсону і Очакова. 25 серпня перейшов до Криму.
25 жовтня «Железняков» здійснив перехід до Камиш-Бурунської бухти. 21 листопада включений до складу Азовської військової флотилії. У жовтні—листопаді 1941 року брав участь у обороні Керчі, у липні 1942 року обороняв Ростов-на-Дону і Азов, а в серпні 1942 року — гирла Кубані і Темрюка. У серпні 1942 року монітор здійснив прорив з Азовського моря в Поті, прорвавшись через Керченську протоку, що контролювалася німцями: корабель звернув з фарватеру, приховано підійшов впритул до ворожого берега і під вогнем батарей противника пройшов по мінних полях. Незважаючи на отримані пошкодження, 3 вересня «Железняков» дістався до Поті. 14 жовтня монітор «Железняков» був зарахований до складу Чорноморського флоту. До серпня 1943 року монітор знаходився в ремонті.
26 лютого 1944 року наказом знову переведений до складу Азовської флотилії, а 13 квітня — до складу Дунайської флотилії. 30 серпня прибув у Ізмаїл. Брав участь у визволенні Румунії, Болгарії, Югославії. За час війни пройшов 40 тисяч кілометрів. За радянськими джерелами, на бойовому рахунку має 13 знищених артилерійських і мінометних батарей противника, 4 батальйони піхоти, 2 склади боєприпасів тощо. На монітор «Желєзняков» німецькими військами було скинуто 827 авіабомб.
1 грудня 1955 року знов включений до складу Чорноморського флоту. 11 березня 1958 року виведений із бойового складу, роззброєний і перетворений на плавучий склад. 10 вересня 1960 року виключений зі списків суден ВМФ СРСР у зв'язку з передачею Дунайському пароплавству для використання як плавпричалу.

### Екіпаж (1941—1945)

#### Командири корабля
- капітан-лейтенант О. С. Маринушкін (1938—1942)
- капітан-лейтенант О. О. Харченко (1943—1944)
- старший лейтенант М. Я. Коган (1945)

#### Офіцери, старшини, червонофлотці
1941–1945
- старший лейтенант А. Т. Кузнецов
- старший лейтенант медичної служби І. Р. Кушлак
- мічман Б. М. Гензель
- мічман І. П. Гулін
- мічман Й. П. Наконечний
- старшина 1 статті Д. Д. Дереча
- старшина 1 статті Д. А. Дмітрієв
- старшина 1 статті В. Т. Долбня
- старшина 1 статті П. О. Жук
- старшина 1 статті Г. І. Ільїнов
- старшина 1 статті М. І. Кафтараєв
- старшина 1 статті В. І. Кир'янов
- старшина 1 статті І. С. Кобиляцький
- старшина 1 статті І. В. Личинкін
- старшина 1 статті М. П. Перетятько
- старшина 1 статті М. О. Пушкар
- старшина 1 статті С. Д. Тренкель
- старшина 1 статті Д. А. Шустер
- старшина 2 статті І. А. Блоха
- старшина 2 статті І. Н. Філяшин
- старший червонофлотець Я. Ф. Гунько
- старший червонофлотець Г. Г. Кутафін
- старший червонофлотець И. Г. Тига
- старший червонофлотець Г. Т. Лаптій
- старший червонофлотець Ш. М. Магицький
- старший червонофлотець В. Ф. Матвєєв
- старший червонофлотець Г. О. Педорич
- старший червонофлотець Г. Ф. Сабадир
- старший червонофлотець В. Ф. Тарасов
- старший червонофлотець В. І. Швець
- червонофлотець Т. П. Онищенко
- червонофлотець Ф. Д. Сичев
- червонофлотець О. Г. Чабанов

1941–1944
- старший інженер-лейтенант Я. Ф. Гунько
- старшина 1 статті В. Ф. Борисов
- старшина 1 статті Г. Є. Марченко
- старшина 2 статті В. Ф. Губа
- старший червонофлотець М. Ф. Савенко
- старший червонофлотець А. Ф. Старишко

1941–1943
- старшина 1 статті В. С. Улитін
- старшина 2 статті Л. В. Громов
- старшина 2 статті М. І. Охрименко
- старший червонофлотець М. П. Руденко
- старший червонофлотець В. Т. Шатура
- червонофлотець В. Д. Ваксильєв
- червонофлотець І. Г. Дихта

1941–1942
- старший політрук В. К. Кіхно
- старший лейтенант І. А. Міняйленко
- мічман Б. М. Гензель
- старшина 2 статті О. Ф. Бейкун
- старшина 2 статті П. Г. Давиденко
- старшина 2 статті Г. М. Михайлов
- старшина 2 статті Г. М. Мудряк
- старший червонофлотець І. Д. Головняк
- старший червонофлотець А. Ф. Орленко
- старший червонофлотець А. Т. Тарасовець
- червонофлотець І. П. Афанасьєв
- червонофлотець А. Д. Базиль
- червонофлотець І. К. Белік
- червонофлотець І. Д. Бобров
- червонофлотець І. Ф. Богза
- червонофлотець Ф. О. Гаража
- червонофлотець М. Ф. Довженко
- червонофлотець О. П. Курдюков
- червонофлотець І. Ф. Перетятько
- червонофлотець І. Д. Ромашко
- червонофлотець І. Т. Усенко

1942–1945
- лейтенант Є. А. Гутцай
- мічман П. У. Андрющенко
- старшина 1 статті М. І. Єрмаков
- старшина 1 статті Л. В. Русаленко
- старшина 1 статті П. Г. Чеботар
- старшина 1 статті М. Т. Щербина
- старшина 2 статті С. П. Макеєв

## Корабель-меморіал
У 1965 році на прохання громадських організацій і колективу заводу «Ленінська кузня» було прийняте рішення про відновлення монітора як пам'ятника-меморіалу. За сприяння головнокомандувача ВМФ, а в роки війни командувача дунайської військової флотилії, адмірала флоту Сергія Горшкова корпус корабля був переданий «Ленінській кузні». Заводський музей також отримав від ВМФ усе оригінальне озброєння і обладнання проєкту СБ-37, необхідне для повного відновлення монітора. Перегін корабля з Ізмаїльського порту і його реставрація здійснювалися за активної участі одного з колишніх командирів корабля — Кузнєцова — і ветерана заводу, майстра-такелажника Щербакова. 30 червня 1967 року «Железняков» був встановлений на постамент у Парку моряків на набережній Дніпра в Києві. Зовнішній вигляд і оснастка монітора відновлені в тому вигляді, в якому корабель здійснював колись ратні подвиги. Офіційне відкриття корабля-меморіалу на честь його екіпажу відбулося 10 липня 1967 року.
Рішенням Київського міськвиконкому № 159 від 27 листопада 1970 року корабель-меморіал «Монітор „Железняков“» отримав охоронний статус. Нині пам'ятник екіпажу монітора «Железняков» — пам'ятка історії національного значення (ідентифікаційний номер пам'ятки у томі «Київ» Зводу пам'яток № 432.2).

Корабель-меморіал монітор «Железняков» у Парку моряків